# Pelican Lake (St. Louis County, Minnesota)
Der Pelican Lake ist ein See im St. Louis County im US-Bundesstaat Minnesota.
Am Ostufer des Pelican Lake liegt der Ort Orr. Der See liegt auf einer Höhe von 393 m.
Der 46,7 km² große Pelican Lake wird vom Pelican River am östlichen Seeufer südlich von Orr entwässert. Der Pelican Lake liegt im Einzugsgebiet des Vermilion River, einem Zufluss des Rainy River.
Angler fangen im See hauptsächlich Sonnenbarsche, Hecht und Amerikanischen Flussbarsch.